# دوپای فرات
دوپای فرات (نام علمی: Allactaga euphratica) نام یک گونه از خانواده موش‌های دوپا است.